# الاستفتاء الدستوري السوري 1949
أجري استفتاء دستوري في سوريا في 25 يونيو 1949، جنبا إلى جنب مع استفتاء على ترشيح حسني الزعيم للرئاسة. تمت الموافقة على التعديل الدستوري بنسبة 99.1 في المائة من الناخبين.

## النتائج
| الاختيار                | عدد الأصوات | %    |
| ----------------------- | ----------- | ---- |
| مع                      | 724,428     | 99.1 |
| ضد                      | 6,303       | 0.9  |
| الأصوات الباطلة/الفارغة |             | -    |
| المجموع                 | 730,731     | 100  |
| المصدر: Nohlen et al.   |             |      |